# 2163 Korczak
A 2163 Korczak (ideiglenes jelöléssel 1971 SP1) a Naprendszer kisbolygóövében található aszteroida. Krími Asztrofizikai Obszervatórium fedezte fel 1971. szeptember 16-án.